# 波浪头像银元
波浪头像银元（英語：Draped Bust dollar）是美国铸币局于1795年至1803年铸造的一种美元银币。美国铸币局曾在19世纪30至50年代重新生产这种银币，但不论重制硬币在哪一年铸造，其上标注的年份均为1804。这种银元是继1794年开始铸造的飘发自由女神后联邦政府生产的第二种美元银币，其具体的设计者仍无定论，但公认是由肖像画家吉尔伯特·斯图尔特创造。硬币正面人物头像所描述的模特儿姓名也没有定论，有来源认为是安·威灵·宾汉姆。
1795年10月，新上任的铸币局局长埃利亚斯·布迪诺下令铸币局今后铸造银币时必须采用国会授权的89.2%的含银比，而非自1794年开始铸造银元时采用的90%。很大程度上由于存入的白银减少，铸币局在18世纪最后两年里铸造的银元数量大幅减少。1804年，银元停产，这一时期生产的银币上标识的最晚年份是1803。
1834年，为前往亚洲的外交行程提供精制币套装礼品，银元生产临时恢复。由于铸币局官员误以为之前生产银币上标识的最晚年份是1804，所以新铸的精制币刻的也是这一年份。之后铸币局还打造了少量1804年版银元，这些银币如今已非常罕见和宝贵。

## 背景

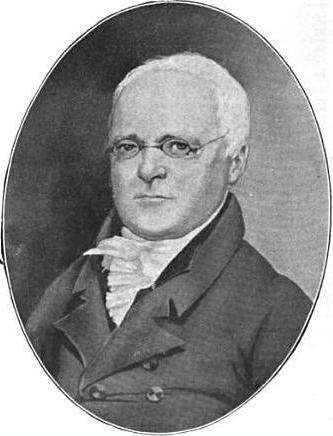
波浪头像银元投产时，亨利·威廉·德索绪尔是美国铸币局的局长。

1794年，新成立的费城铸币局开始铸造第一种美国银元，人称飘发自由女神。根据1792年铸币法案的规定，银元采用合金打造，其中银占89.2%，铜占10.8%。但是，铸币局官员觉得这样的合金比例铸币有困难，并且硬币进入流通后的成色也不理想，所以自行决定将合金含银量提高到90%。这样的提升未获联邦国会授权，而且也对白银储户造成损失。进入1795年后，虽然飘发自由女神银元还有生产，但铸币局决定还是要将这一面额银币重新设计。目前对于这一决定的直接原因和决策人都还没有定论，但钱币学历史学家··朱利安（R.W. Julian）推测，有可能是1795年7月9日新上任的铸币局局长亨利·威廉·德索绪尔（Henry William de Saussure）做了重新设计银元的决定，因为他早在上任前就曾公开表示，重新设计美国硬币是他的其中一项目标，另外，还有可能是因为公众对飘发自由女神银元存在太多不满导致停产。

### 设计
波浪头像银元的设计者尚无定论，但业界公认其创造者是肖像画家吉尔伯特·斯图尔特。19世纪50年代，美国铸币局局长詹姆斯·罗斯·斯诺登（James Ross Snowden）开始研究铸币局的早期历史和铸币，他在此期间走访了斯图尔特的多位后人，他们声称斯图尔特就是波浪头像银元的设计者。有来源认为，费城交际花安·威灵·宾汉姆（Ann Willing Bingham）是硬币正面女性头像的模特儿。有多幅速写在经德索绪尔和铸币局雕刻师罗伯特·斯科特（Robert Scot）认可后又送给总统乔治·华盛顿和国务卿托马斯·杰斐逊审批。
草图获得批准后转交艺术家约翰·埃克斯坦（John Eckstein）制作石膏模型，这一时期，人们采用石膏模型来引导金属模型切割，并且石膏模型是手工制作的。沃尔特·布林（Walter Breen）对埃克斯坦评价不佳，觉得他就是个“地方艺术苦工”，朱利安也有类似看法，觉得埃克斯坦是个“彻头彻尾的苦力”，这主要是因为他愿意按客户要求亲自完成大部分的涂装和雕刻工作，铸币局请他准备银元正、背两面的石膏模型，报酬是30美元。模型做好后，费城铸币局雕刻师（包括斯科特在内）开始制作新银元模具所需要的插杆。

## 生产
新银元开始铸造的确切日期不明，因为当时并没有保存相应的准确记录。不过，朱利安认为这个时间应该是1795年9月底或10月初，唐·塔克西（Don Taxay）则断定，首枚波浪头像银元是在10月铸造。1795年9月，德索绪尔写下辞职信交给总统华盛顿。他在信中提及铸币局更改了银元的含银量，建议国会尽快通过立法确立新标准，但这一提议未能成行。面对德索绪尔的信，华盛顿表示对他这样辞职感到不满，他对德索绪尔担任铸币局长期间的表现“完全满意”。德索绪尔的辞职要到10月才会生效，所以总统有时间寻找合适的继任人选。

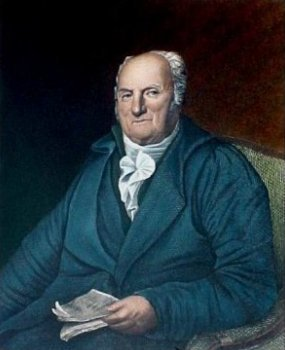
埃利亚斯·布迪诺于1795年10月28日就任铸币局局长职务

前新泽西州联邦众议员埃利亚斯·布迪诺（Elias Boudinot）获选继任德索绪尔的职务。10月28日走马上任后，布迪诺很快得知铸币局自铸造第一枚银元开始采用的就是与国会立法不符的合金标准。他立即下令停止铸币，合金纯度必须与《1792年铸币法案》中规定的89.2%相符。1795年铸币局一共铸造了20万3033枚银元，其中既有飘发自由女神，又有波浪头像银元。估计后者约为4万2000枚。很快，布迪诺又下令生产更多的小面额硬币。1795年11月27日，铸币局冶金分析师阿尔比恩·考克斯（Albian Cox）在家中突因中风去世，导致冶金分析师这个至关重要的职位出现空缺。加上布迪诺主要关注于小面额硬币铸造，以及前来存入银锭的私人储户一直很少（当时羽翼未分的铸币局只能通过私人储户获得银锭和金块），几种因素共同影响，导致1796年生产的银元数量大幅降低。这年铸币局一共只生产了7万9920枚银元，与前一年相比下滑了62%。
存入铸币局的银锭还是继续减少，1797年，银元产量仅有7776枚，是1794铸币局成立以来的最低点。这一期间存入的白银是如此之少，以至托马斯·杰斐逊都在1797年6月亲自来存了300枚西班牙银圆。1797年4月，铸币局和合众国银行达成协议，银行向铸币局提供外国银元，条件是铸币局将之铸成美国银元后再又存回该行。1797年8至11月，铸币局因费城进入每年一度的黄热病疫期而关闭，这年的疫情还夺走了铸币局司库尼古拉斯·韦博士（Dr. Nicholas Way）的生命。1797年11月，合众国银行将价值约3万美元的法国银元存入铸币局。1798年初，波浪头像银元的背面设计由原本有花环围绕、个头较小的白头海雕改成类似美国国徽上的纹章式白头海雕。合众国银行又同其他白银储户（布迪诺也在其中）达成协议，使得铸币局生产的银元数量出现回升，这年一共铸造了32万7536枚，其中既有前一种小海雕设计，又有后一种纹章海雕设计。1799年，银元的发行量仍然高企，达到42万3515枚。
18世纪末，美国铸币局生产的许多银元都被运到东方，在大清帝国流通或熔融，以满足该国对银锭的巨大需求。1800年，铸币局获得的白银储蓄额再度下滑，这年共计生产的银元为22万零920枚。1801年，由于公众和国会议员对缺少小面额硬币流通感到不满，布迪诺开始要求白银储户接受小面额硬币，而不再像过往的常规那样要求以银元结算，以增加国家的小面额硬币供应量。许多储户接受布迪诺的提议，1801年铸币局生产的银元数量大幅降低到5万4454枚，1802年更低，只有4万1650枚。虽然存入的银锭已经增多，但布迪诺还是打算在1803年中止银元生产，改为铸造半美元硬币。不过这年银元的铸造工作并没有中止，而是一直持续到1804年3月。铸币局一共生产了8万5634枚标示年份为1803的银元。应合众国银行的正式请求，国务卿詹姆斯·麦迪逊于1806年正式叫停银元和鹰金币生产，但两种硬币实际上都已于两年前停产。

## 1804年银元

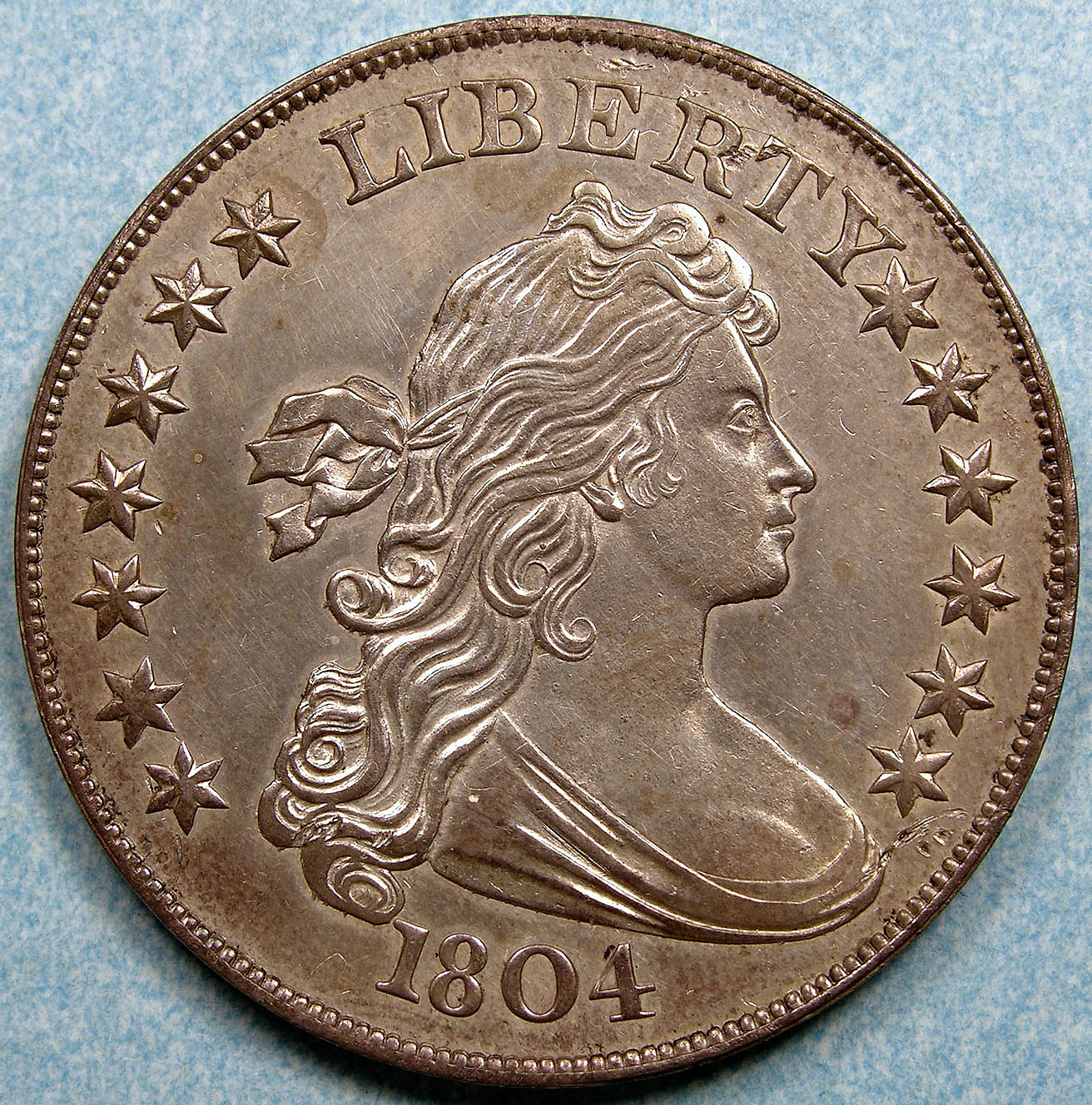
一类1804年银元

1831年，铸币局局长塞缪尔·摩尔（Samuel Moore）经财政部请求总统安德鲁·杰克逊恢复银元生产，他的请求于4月18日得到批准。1834年，埃德蒙·罗伯茨（Edmund Roberts）获选为美国驻亚洲（包括当时的马斯喀特王国和泰国）商务代表。罗伯茨建议向各国权贵赠送一套精制币。国务院下令制作两套“现行的每一种（硬币）样本，无论是金、银还是铜制”。虽然1831年时重铸银元的提议就已获批，但铸币局自1804年开始已经有超过四分之一个世纪没有铸造过银元。摩尔在同1792年铸币局建立时就在此工作的首席铸币员亚当·艾克菲尔特商讨后认定，铸币局最后生产的银元上所刻年份是1804。但两人都不知道的是，1804年3月生产的最后一批银元上所刻年份实际上是1803。由于他们都以为最后铸造的银元上所标年份是1804，因此铸币局决定在重新开始铸造的银元上也刻上这一年份。实际上，铸币局完全可以直接采用硬币生产的实际年份，但当年却并没有这么做，具体原因仍然不得而知。朱利安认为，这有可能是为了防止引起钱币收藏家的不满，因为他们很可能无法获得刻有新年份的硬币。
1834年11月，铸币局生产了两套精制币。不久，罗伯茨的行程又扩张到中南半岛（当时叫“安南”）和日本，因此又需要生产两套精制币。这些由铸币局进行铸造的银元人称一类1804年银元，现存共有8枚。罗伯茨于1835年4月出行，他向阿曼苏丹和泰国国王各赠送了一套。送给阿曼苏丹的礼品属于外交礼品往来，阿曼苏丹曾向华盛顿动物园赠送一对完全成熟的狮子和母狮。罗伯茨在曼谷感染了疾病，然后被送至澳门，于1835年6月辞世。剩下两套尚未送出的精制币于是又回到了铸币局。

### 收藏
1842年，威廉·杜波依斯（William E. Du Bois）和亚当·艾克菲尔特的儿子雅各布（Adam Eckfeldt）一起出版了《上世纪所有国家铸造的金币和银币手册》（A Manual of Gold and Silver Coins of All Nations, Struck Within the Past Century）一书，大部分钱币收藏家这时才得知有1804年银元的存在。书中提到，铸币局钱币柜中有多种硬币通过采用缩放仪触控笔追踪硬币电铸得以重制，其中也有一枚1804年银元。1843年5月，钱币收藏家马修·斯蒂克尼（Matthew A. Stickney）用一枚美国建国前的罕见金币换来了一枚存放在铸币局钱币柜中的1804年银元。随着针对稀有硬币的市场需求不断膨胀，包括局长斯诺登在内的多位铸币局官员决定在19世纪50年代增加重铸的硬币数量。斯诺登发现，这一期间铸造的多枚1804年银元中有部分被铸币局官员私售谋利，为此他又将其中一些买了回来。其中一枚硬币上刻有1857年版射击塔勒纪念币的图像，之后由斯诺登放入铸币局钱币柜，这枚硬币人称二类1804年银元，是已知仅有的一枚。另外，有6枚硬币边缘的字母是在硬币铸成后加压的，这些硬币成为三类1804年银元。
时间进入19世纪末时，1804年银元已成为最知名的美国硬币，并得到最为广泛的探讨。1867年，一枚原版1804年银元经拍卖以750美元的价格成交（相当于如今的16,350美元）。7年后的1874年11月27日，又有一枚标本以700美元售出（相当于如今的18,851美元）。20世纪初，硬币经销商麦克斯·梅尔开始宣传1804年银元是“美国硬币之王”。这种硬币的价格和知名度都在20世纪不断增长，1999年，一枚成色评级达到-68的样本经拍卖以414万美元高价成交，创下这种硬币价格的新纪录。

### 脚注
1. ↑  Julian 1993，第30頁.
2. 1 2  Julian 1993，第35頁.
3. 1 2 3 4  Julian 1993，第40頁.
4. ↑  Julian 1993，第219頁.
5. 1 2 3 4 5 6 7 8  Julian 1993，第41頁.
6. ↑  Breen 1988，第425頁.
7. ↑  Taxay 1983，第106頁.
8. ↑  Taxay 1983，第107頁.
9. 1 2 3 4 5 6  Julian 1993，第42頁.
10. ↑  Whittmore 1897，第80頁.
11. ↑  Yeoman 2010，第207–208頁.
12. 1 2 3  Yeoman 2010，第208頁.
13. 1 2  Julian 1993，第43頁.
14. 1 2 3 4 5  Julian 1993，第44頁.
15. ↑  Taxay 1983，第123頁.
16. ↑  Yeoman 2010，第209頁.
17. 1 2 3 4 5  Yeoman 2010，第210頁.
18. ↑  Julian 1993，第45頁.
19. 1 2  Julian 1993，第46頁.
20. ↑  Julian 1993，第431頁.
21. ↑  Julian 1993，第432頁.
22. 1 2 3 4 5 6 7 8  Julian 1993，第433頁.
23. 1 2  Breen 1988，第431頁.
24. 1 2 3  Yeoman 2010，第211頁.
25. 1 2 3 4 5 6 7  Julian 1993，第434頁.
26. 1 2 3  Julian 1993，第435頁.
27. ↑  Julian 1993，第465頁.
28. 1 2  Julian 1993，第479頁.
29. ↑  Julian 1993，第481頁.

### 书目
- Breen, Walter. . New York, NY: Doubleday. 1988. ISBN 978-0-385-14207-6.
- Julian, R.W. Bowers, Q. David , 编. . Wolfeboro, New Hampshire: Bowers and Merena Galleries. 1993. ISBN 0-943161-48-7.
- Taxay, Don.  reprint. New York, NY: Sanford J. Durst Numismatic Publications. 1983 [1966]. ISBN 978-0-915262-68-7.
- Whittmore, Henry. . New York, NY: The Heroes of the Revolution Publishing Company. 1897  [2015-02-25]. （原始内容存档于2015-02-25）.
- Yeoman, R.S.  63rd. Atlanta, GA: Whitman Publishing. 2010. ISBN 978-0-7948-2767-0.

| 前任： 飘发自由女神1美元硬币 | 1美元硬币（1795至1804年） 同时还有： 飘发自由女神1美元硬币（1795年） | 繼任： 戈布雷希特银元 |